# Raión de Monastyrysche
Monastyrysche (en ucraniano: Монастирищенський район) es un raión o distrito de Ucrania en el óblast de Cherkasy. 
Comprende una superficie de 719 km².
La capital es la ciudad de Monastyrysche.

## Demografía
Según estimación 2010 contaba con una población total de 37605 habitantes.

## Otros datos
El código KOATUU es 7123400000. El código postal 19100 y el prefijo telefónico +380 4746.